# Ben Franks

a Compétitions nationales et continentales officielles uniquement.

b Matchs officiels uniquement.
Dernière mise à jour le 4 avril 2021.
Benjamin John Franks dit Ben Franks, né le 27 mars 1984 à Melbourne, est un joueur de rugby à XV international néo-zélandais. Il remporte deux coupes du monde, en 2011 et 2015.
Son frère Owen Franks est aussi un pilier de l'équipe néo-zélandaise et ils jouent ensemble au sein de la franchise des Crusaders.

## Carrière
Il fait ses débuts avec l'équipe de Canterbury dans le National Provincial Championship en 2005 contre Otago. Il reste trois saisons avec la province avant de rejoindre Tasman. En 2006, il intègre la franchise des Crusaders pour jouer dans le Super 14. Il ne dispute que deux matchs de la compétition que son équipe remporte. L'année suivante il devient titulaire et dispute 14 rencontres. Les Crusaders sont éliminés en demi-finale par les Bulls vainqueurs de l'épreuve. Il remporte de nouveau le Super 14 l'année suivante. Le 12 juin 2010, il obtient sa première cape avec les Néo-Zélandais lors d'un match contre l'Irlande de la tournée de juin au cours duquel il marque son premier essai. Il est de nouveau sélectionné la semaine suivante pour affronter le pays de Galles. Il fait partie de l'équipe qui remportera le Tri-nations 2010.
Le 23 août 2011, il est retenu par Graham Henry dans la liste des trente joueurs qui disputent la coupe du monde.
Il est retenu dans le groupe de la Nouvelle-Zélande pour participer à la Coupe du Monde 2015 se disputant en Angleterre,.
En mai 2017, il est sélectionné dans le groupe des Barbarians par Vern Cotter pour affronter l'Angleterre, le 28 mai à Twickenham puis l'Ulster à Belfast le 1er juin. Remplaçant lors du premier match, les Baa-Baas Britanniques s'inclinent finalement 28 à 14 face aux Anglais. Il n'est pas sur la feuille de match pour la victoire des Baa-Baas 43 à 28 en Irlande.

## Palmarès
Ben Franks remporte deux éditions du Super 14 en 2006 et 2008
Il remporte l'édition 2010 du Tri-nations, puis trois éditions du The Rugby Championship, compétition qui succède au Tri-nations, en 2012, 2013 et 2014.
Il remporte deux éditions de la coupe du monde. En 2011 ou il joue contre les Tonga, la France, le Canada et l'Australie et en 2015, ou il affronte la Namibie, les Tonga et l'Afrique du Sud et l'Australie.

## Statistiques internationales
Ben Franks compte 47 sélections avec les All Blacks, inscrivant dix points, deux essais. Avec les Kiwis, il dispute successivement deux Coupe du monde en 2011 et en 2015. Il participe à deux éditions du Tri-nations en 2010, 2011 et à quatre éditions du The Rugby Championship en 2012, 2013, 2014 et 2015.